# Miguel Luis Rocuant
Miguel Luis Rocuant Figueroa (Valparaíso, octubre de 1877 - Valparaíso, 2 de febrero de 1948) fue un escritor y diplomático chileno.

## Biografía
Miguel Luis Rocuant nació en Valparaíso en octubre de 1877, hijo del matrimonio entre José Toribio Rocuant Hidalgo y de María Isabel Figueroa Aros. Realizó sus estudios en Santiago bajo la custodia del político y orador Isidoro Errázuriz, quien puso a disposición del joven Miguel Luis su enorme biblioteca.
Sus dotes poéticas las manifestó siendo aún joven con la composición de odas patrióticas y políticas que él mismo recitó, en el cuartel militar cuando era conscripto y antes de las reuniones del Partido Radical del cual fue militante. En 1902 publicó el libro Brumas, con prólogo de Marcial Cabrera Guerra, en 1905 Poesías y, tres años más tarde, el volumen titulado Impresiones de la vida militar. En 1917 ocupó el quinto lugar en la antología poética Selva Lírica y en el año siguiente fundó la Revista de Artes y Letras junto a Fernando Santiván, donde publicó ensayos sobre arte que más tarde fueron reunidos en el libro Tierras y Cromos editado en 1921. Posteriormente publicó una serie de trabajos de corte estético: Los líricos y los épicos, dedicado al estudio de la poesía, Las Blancuras Sagradas, a la escultura y la Nota: Los ritmos anunciadores, a la música.
Publicó además algunas novelas, como El crepúsculo de las catedrales (1935) y Con los ojos de los muertos (1940), y libros de impresiones de viajes, como San Sebastián de Río de Janeiro (1921) y En la barca de Ulises (1933).
Con muchos otros jóvenes escritores de su generación, Miguel Luis Rocuant siguió la carrera diplomática, llegando a desempeñarse como Subsecretario de Relaciones Exteriores del gobierno de Emiliano Figueroa Larraín, y fue embajador de Chile en México (1927-1928), Bolivia (1928), Cuba, Venezuela, Panamá y República Dominicana (1929-1930). 
Rocuant falleció el 3 de febrero de 1948 en Valparaíso.